# Fairey Gannet
Fairey Gannet là một loại máy bay hoạt động trên tàu sân bay của Anh sau Chiến tranh thế giới II, nó được Fairey Aviation Company phát triển cho Không quân Hải quân Hoàng gia.

## Biến thể

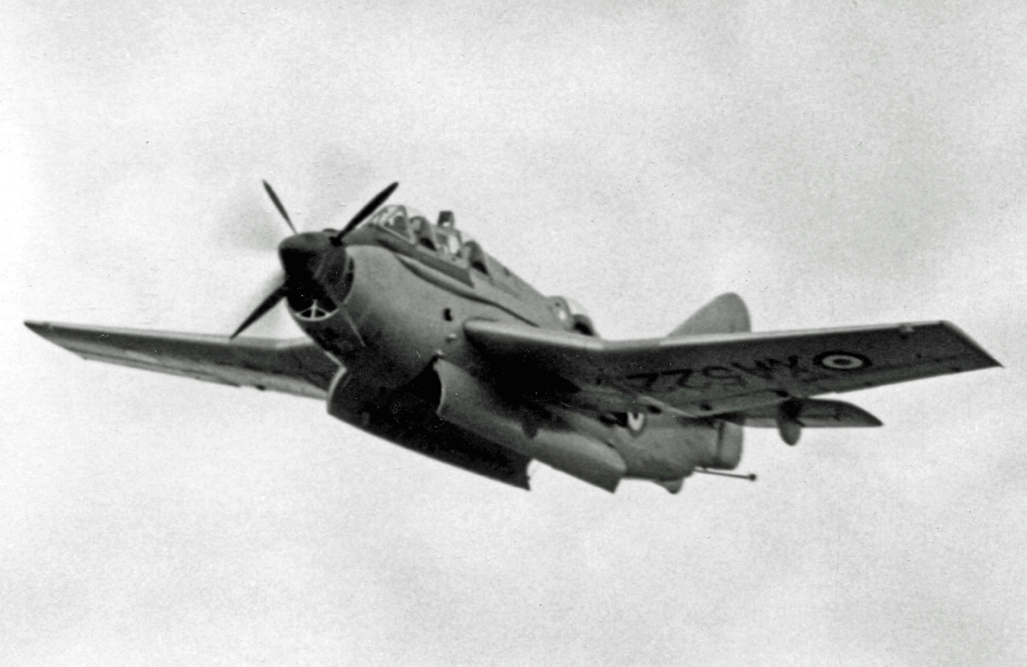
Máy bay huấn luyện nâng cao Gannet T.2 trình diễn năm 1955

Type Q
| Kiểu  | Nhiệm vụ                      | Số lượng | Ghi chú                                     |
| ----- | ----------------------------- | -------- | ------------------------------------------- |
| AS.1  | Chống tàun gầm                | 183      |                                             |
| T.2   | Phiên bản huấn luyện của AS.1 | 38       | 1 chiếc hoán cải từ AS.1                    |
| AEW.3 | Cảnh báo sớm                  | 44       |                                             |
| AS.4  | Chống ngầm                    | 75       |                                             |
| COD.4 | Carrier Onboard Delivery      | 6        | Hoán cải từ AS.4                            |
| T.5   | Phiên bản huấn luyện của AS.4 | 11       | 3 chiếc hoán cải từ T.2                     |
| ECM.6 | Đối kháng điện tử             | 9        | Hoán cải từ AS.4 Ban đầu phân loại như AS.6 |
| AEW.7 | Cảnh bảo sớm                  | 0        | Đề xuất nâng cấp của AEW.3                  |

## Quốc gia sử dụng
Úc
- Không quân Hải quân Hoàng gia Australia

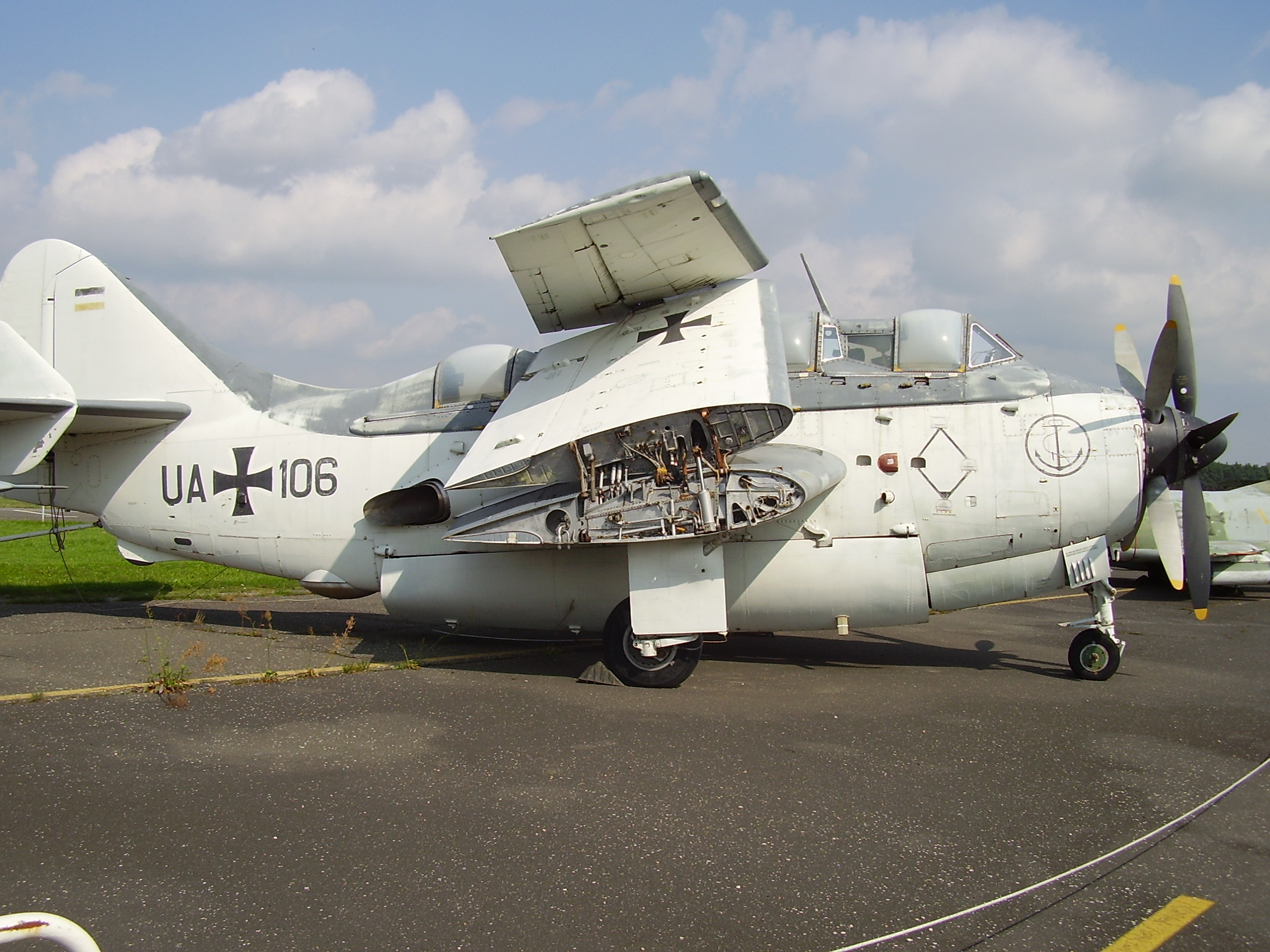
AS.4 của Đức.

 Đức
- Marineflieger

 Indonesia
- Không quân Hải quân Indonesia

 Anh Quốc
- Không quân Hải quân Hoàng gia

## Tính năng kỹ chiến thuật (Gannet AS.1)
Dữ liệu lấy từ British Naval Aircraft since 1912
Đặc điểm tổng quát
- Kíp lái: 3
- Chiều dài: 43ft (13m)
- Sải cánh: 54ft 4in (16,56m)
- Chiều cao: 13ft 9in (4,19m)
- Diện tích cánh: 483 ft² (45 m²)
- Trọng lượng rỗng: 15.069 lb (6.835kg)
- Động cơ: 1 × Armstrong Siddeley Double Mamba ASMD 1 kiểu turboprop, 2.950 hp (2.200kW)

 Hiệu suất bay 
- Vận tốc cực đại: 310 mph (500 km/h)
- Trần bay: 25.000 ft (7.600 m)
- Thời gian bay: 5-6 h

Trang bị vũ khí

Lên tới 2.000lb bom, ngư lôi, bom chìm và rocket